# جوني برستون
جوني برستون (بالإنجليزية: Johnny Preston)‏ هو مغني أمريكي، ولد في 18 أغسطس 1939 في بورت أرثر في الولايات المتحدة، وتوفي في 4 مارس 2011 في بومونت في الولايات المتحدة بسبب قصور القلب.

## وصلات خارجية
- جوني برستون على موقع IMDb (الإنجليزية)
- جوني برستون على موقع ميوزك برينز (الإنجليزية)
- جوني برستون على موقع أول ميوزيك (الإنجليزية)
- جوني برستون على موقع ديسكوغز (الإنجليزية)